# Termostat
Termostat (termo- + -stat; termoregulator) uređaj je ili naprava za održavanje stalne temperature zraka ili nekog drugog medija u zatvorenom prostoru ili sustavu. Napravljen je na principu termometra. Sadržava uređaj osjetljiv na temperaturu koji automatski uključuje ili isključuje sustav grijanja ili hlađenja (tok goriva u gorionik, električnu struju grijala ili hladila termostata, protok zagrijanog odnosno ohlađenoga fluida) čim temperatura prekorači dopuštenu gornju ili donju predviđenu graničnu vrijednost. Stalne se temperature održavaju upravljajući protokom goriva koje izgara (ili električne energije koja mu je zadana) ili drugih sustava gdje se nalazi. 
Primjenjuje se u sustavima grijanja zatvorenih prostora, u sustavima grijanja zatvorenih uređaja – bojlerima, hladnjacima, radijatorima, automobilima.
U načelu se sastoji od osjetila (senzora) i pretvornika. Osjetilo (npr. bimetal, termistor, termopar, cjevčica ispunjena živom, elastična komora ispunjena kapljevinom ili plinom) registrira promjene, a pretvornik (npr. električna sklopka, pneumatski ventil, potenciometar s klizačem, elektroničko pojačalo) pretvara signal osjetila u signal za upravljanje uređajem za grijanje ili hlađenje. Programabilni termometar omogućuje programiranje, npr. dnevnoga (niža temperatura noću) i tjednoga (niža temperatura u dane odsutnosti) grijanja.